# McFall (Misuri)
McFall es una ciudad ubicada en el condado de Gentry, Misuri, Estados Unidos. Tiene una población estimada, a mediados de 2021, de 120 habitantes.

## Geografía
La localidad está ubicada en las coordenadas 40°6′42″N 94°13′20″O / 40.11167, -94.22222. Según la Oficina del Censo de los Estados Unidos, McFall tiene una superficie total de 0.80 km², correspondientes en su totalidad a tierra firme.

## Demografía
Según el censo de 2020, en ese momento había 119 personas residiendo en McFall. La densidad de población era de 148.75 hab./km². El 94.12% de los habitantes eran blancos, el 0.84% era afroamericano, el 0.84% era amerindio y el 4.20% eran de una mezcla de razas. Del total de la población, el 0.84% era hispano o latino.